# Maria de' Medici (1540-1557)

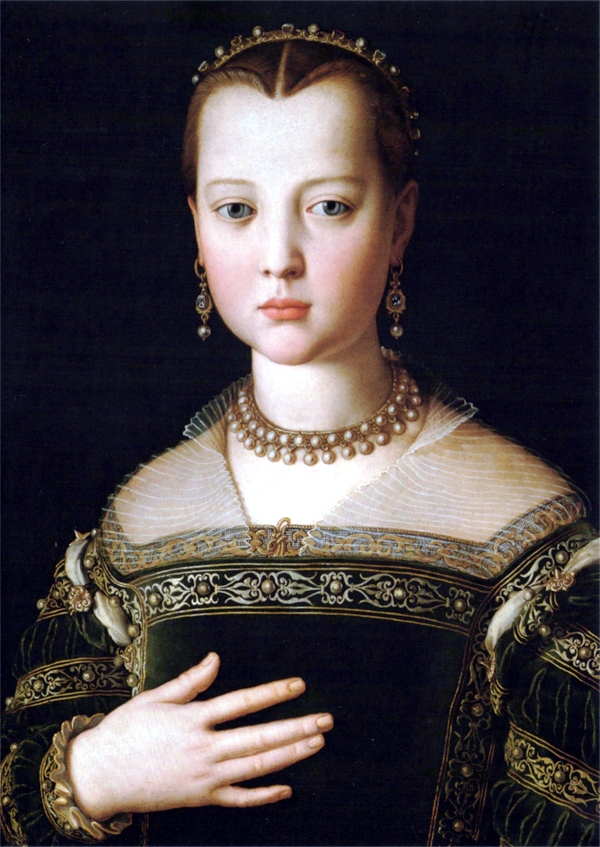
Maria de' Medici, fiica lui Cosimo I de' Medici, Mare Duce de Toscana, a murit la vârsta de șaptesprezece ani. Portret de Bronzino când avea unsprezece ani.

Maria de' Medici (3 aprilie 1540 – 19 noiembrie 1557) a fost fiica cea mare a lui Cosimo I de' Medici, Mare Duce de Toscana și a Eleonorei di Toledo. A fost membră a faimoasei familii Medici.

## Biografie

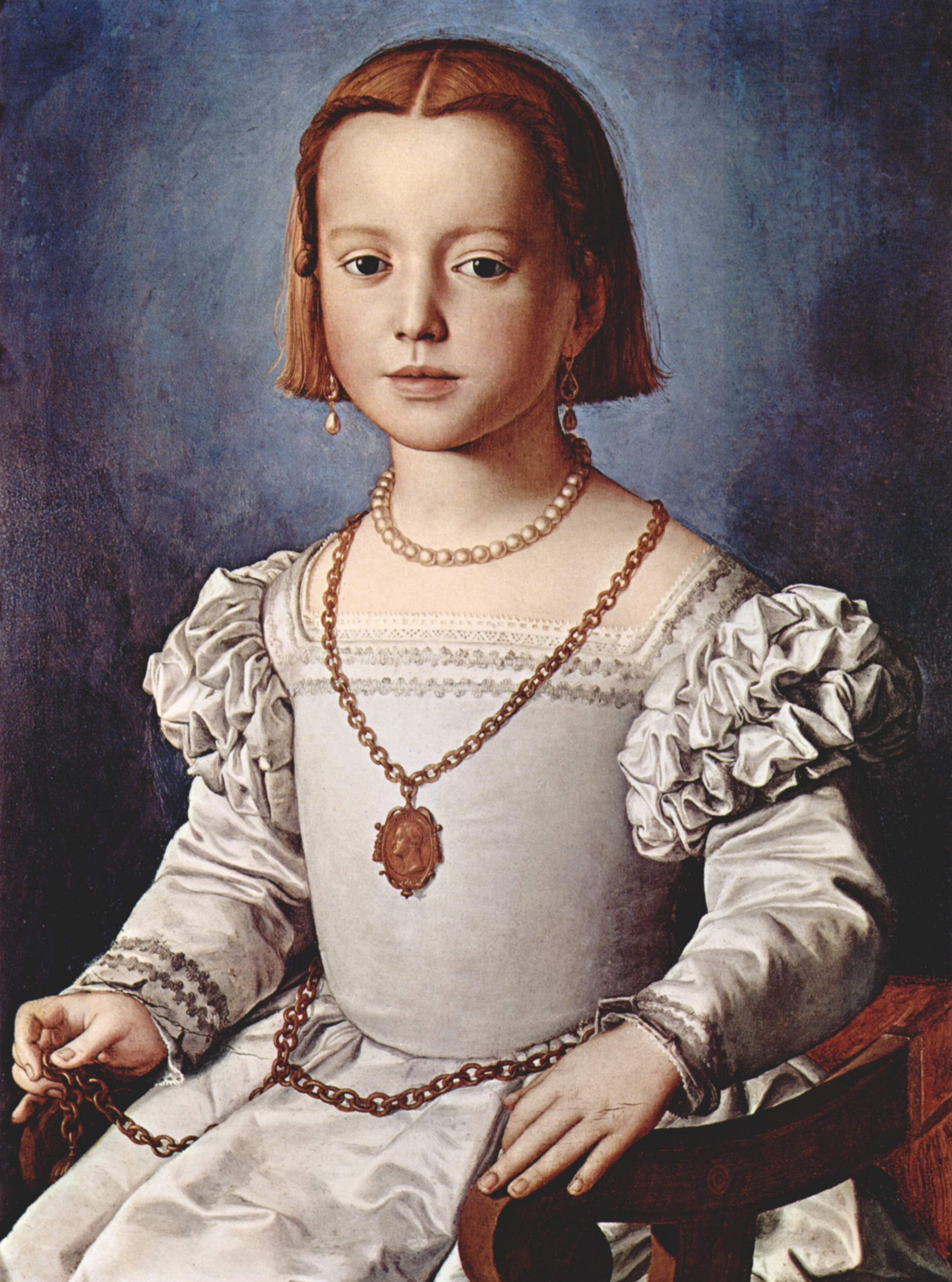
Acest portret de Bronzino a fost identificat ca fiind al Mariei de' Medici, pictură din ianuarie 1551 când ea avea zece ani.

S-a logodit cu Alfonso al II-lea, Duce de Ferrara însă a murit la vârsta de șaptesprezece ani înainte ca nunta să aibă loc.
A fost educată alături de frații ei și a fost unul dintre cei mai străluciți copii ai ducelui. Când fratele său Francesco nu a înțeles lecția la limba greacă, profesorii au pus-o pe Maria să-i explice. Maria a crescut mai mult izolată de frații și surorile sale și s-a maturizat într-o fată elegantă și extrem de educată.
Potrivit unei legende, deși Maria era bine păzită de bărbați, a reușit să se îndrăgostească de un tânăr, Malatesta de Malatesti, în secret. Conform poveștii, ea a fost înjughiată în inimă de tatăl ei, după ce acesta i-a prins împreună pe cei doi tineri îndrăgostiți. Se presupune că Ducele a declarat că fiica sa a murit de febră apoi l-a aruncat pe iubitul ei în închisoare.
Alte surse indică faptul că Maria a murit de malarie. Tatăl ei a plâns-o mult timp și i-a păstrat portretul în dormitorul său până la sfârșitul vieții. Sora ei, Lucrezia, s-a căsătorit mai târziu cu Alfonso.  